# Xaverianer-Missionare

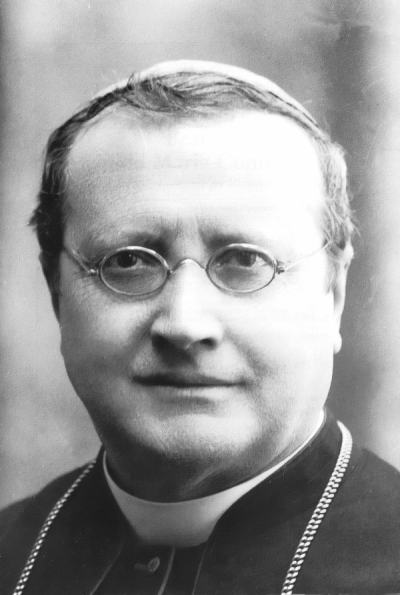
Heiliger Guido Maria Conforti (Ordensgründer der Xaverianer)

Die Xaverianer-Missionare, bekannt als Gesellschaft des hl. Franz Xaver für auswärtige Missionen (lat.: Pia Societas Sancti Francisci Xaverii pro Exteris Missionibus, Ordenskürzel: SX), wurden am 3. Dezember 1895 vom Generalvikar Guido Maria Conforti (1865–1931) gegründet und sind heute eine klerikale Kongregation päpstlichen Rechts.

## Geschichte
1894 ordnete der Präfekt der Kongregation für die Verbreitung des Glaubens (Propaganda Fide), Kardinal Mieczysław Halka Ledóchowski, die Gründung eines Priesterseminars an. Der Schwerpunkt sollte die Ausbildung von Missionspriestern sein. Der damalige Bischof des Bistums Parma, Francesco Magani (1893–1907), errichtete am 1. November 1895 ordnungsgemäß das „Seminar für auswärtige Missionen“ in der Nähe von Parma. Zu dieser Zeit war Guido Maria Conforti Generalvikar im Bistum Parma und gründete am 3. Dezember 1895, am Gedenktag des hl. Francisco de Xavier, mit den ersten Seminaristen die „Fromme Gesellschaft des hl. Franz Xavier“. Am 3. Dezember 1898  wurde der Kongregation von Priestern die bischöfliche Genehmigung erteilt und die ersten Ordensregeln genehmigt. 1899 entsandte das Seminar seine ersten beiden Missionspriester nach China und Nordamerika.
Die Xaverianer-Missionare erhielten am 5. März 1906 von der Kongregation der Propaganda Fide das Decretum laudis und am 6. Januar 1921 die päpstliche Approbation von Papst Benedikt XV. Die letzte Ordensverfassung wurde 1983 durch das 11. Ordenskapitel beschlossen und genehmigt.

## Organisation
Das Mutterhaus der Xaverianer befindet sich in Parma, während die Generalkurie ihren Sitz in Rom hat. Ihr Generalsuperior ist der italienische Pater Rino Benzoni SX. Zum Orden gehören 661  Priester und 187  Ordensbrüder, die auf 186 Häuser verteilt sind (Stand 2005). Der Orden ist in Ordensprovinzen  gegliedert:
- Europa: Frankreich, Italien, Großbritannien und Spanien
- Afrika: Burundi, Kamerun, Tschad, Demokratische Republik Kongo, Mosambik und Sierra Leone
- Nord- und Südamerika: Brasilien, Kolumbien, Mexiko und USA
- Asien: Bangladesch, China, Japan, Philippinen, Indonesien und Taiwan.

Bisher wurden 13 Ordensangehörige zu Bischöfen geweiht (Stand 2020). Sie waren überwiegend im ostasiatischen Raum tätig. Zurzeit stellt der Orden den Bischof Adolfo Zon Pereira von Alto Solimões in Brasilien sowie Paolo Andreolli, Weihbischof in Belém do Pará in Brasilien.

## Xaverianer-Missionarinnen Mariens
1945 gründeten der Xaverianer-Missionar Pater Giacomo Spagnolo SX und die Ordensschwester Celestina Bottego einen weiblichen Zweig. Die Ordensgemeinschaft der Missionsschwestern heißt Xaverianer-Missionarinnen Mariens.